# Vierung (Steinmetz)

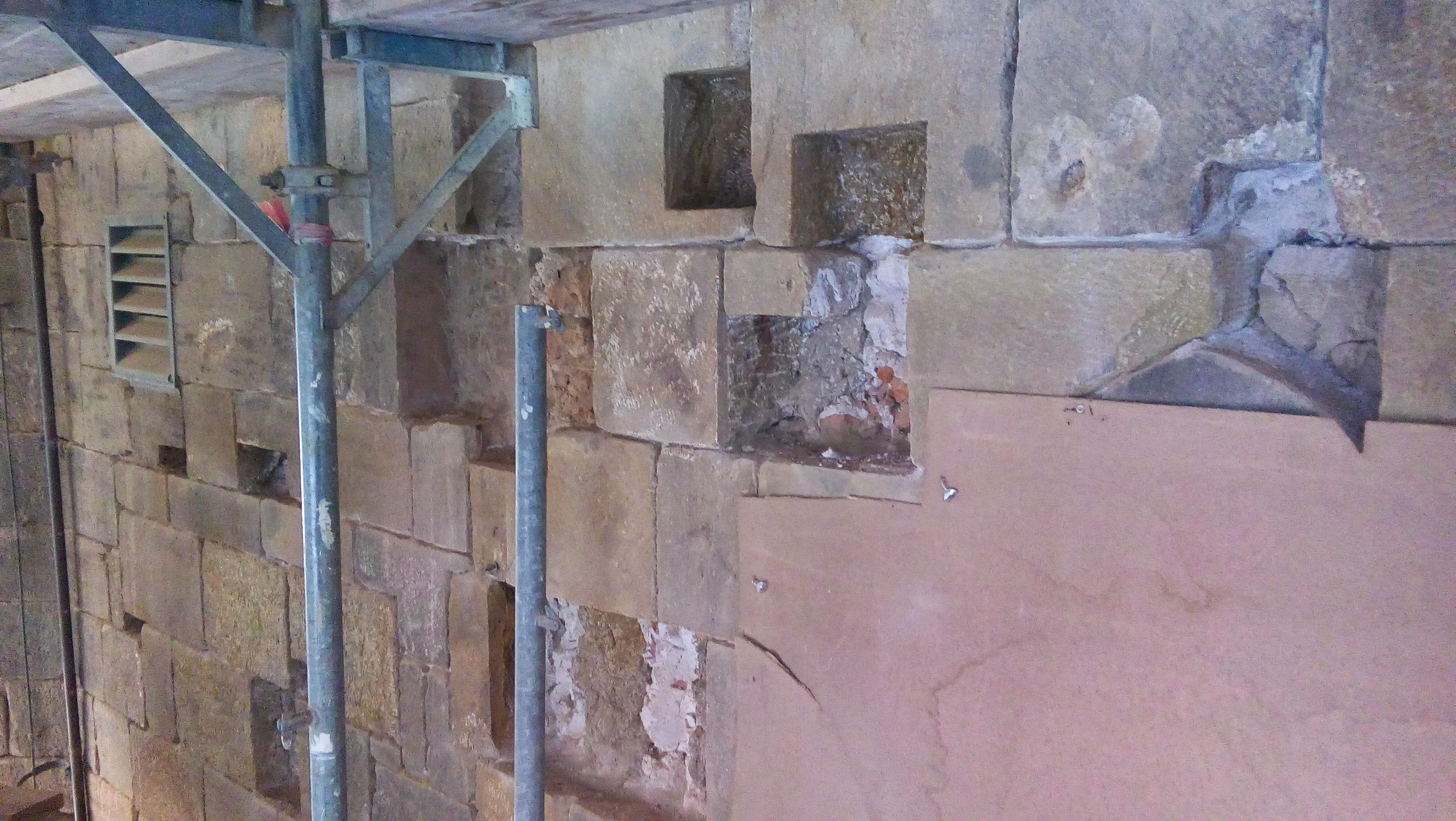
Vierungsarbeiten an der Bremer Liebfrauenkirche

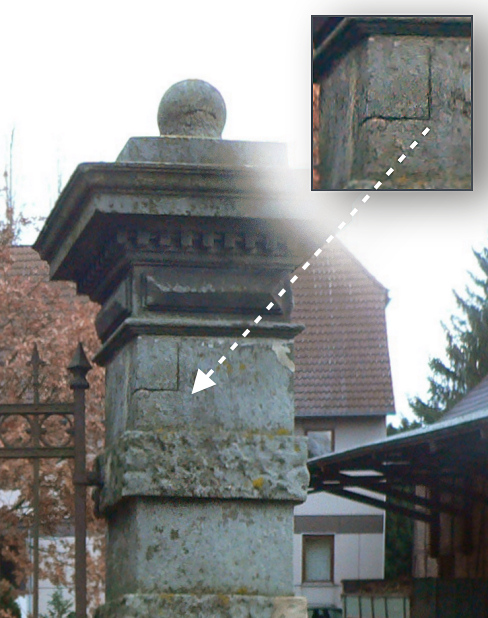
Rechteckige Vierung unterhalb des Kapitells an Torpfeiler des ehemaligen Schlosses Salzdahlum (1694)

Eine Vierung oder ein Vierungsstück ist ein viereckiges, steinernes Ersatzstück, das in eine Fehlstelle an historischen Bauwerken aus Naturstein oder an Neubauten entsprechend der geltenden DIN 18332 für Naturwerksteinarbeiten eingebracht wird.
Die Anfertigung von Vierungen ist eine handwerkliche Tätigkeit der Steinmetzen in ihrem Tätigkeitsfeld der Steinrestaurierung. Die Fehlstelle an einem Bauwerk wird von Hand mit entsprechenden Steinmetzwerkzeugen rechtwinklig ausgearbeitet, dabei wird morbide Substanz entfernt und es wird darauf geachtet, dass es zu geringstem Substanzverlust kommt. Anschließend wird ein entsprechend genaues Ersatzstück aus Naturstein angefertigt und mit Versetzmörtel eingepasst oder verkeilt. Vierungen werden seit Jahrhunderten als Reparaturen an Bauelementen aus Naturstein vorgenommen.
Die Mindestkantenlänge einer steinmetzmäßigen Vierung soll 10 Zentimeter betragen und die Einbindetiefe mindestens 8 bis 10 Zentimeter.
Bei der Restaurierung werden Vierungen an Bauplastiken vermieden, da zur Herstellung der erforderlichen Einbindetiefe historische Bausubstanz entfernt werden müsste. In diesen Fällen erfolgt eine Antragung, wie auch bei kleinen Fehlstellen bis etwa 100 cm² durch mineralisch-, bauharz- oder kieselgelgebundene Restauriermörtel.